# Chase & Status
Chase & Status je britské elektronické duo, skládající se z Saula Miltona (Chase) a Willa Kenarda (Status). Na koncertech s nimi vystupují ještě MC Rage a Andy Gangadeen. Duo vzniklo v roce 2003, poté co se oba potkali na univerzitě v Manchesteru. Zatím vydali dvě alba, na kterých spolupracovali s mnoha interprety, jako jsou například Plan B, Liam Bailey, Tinie Tempah nebo Dizzee Rascal. Jejich zatím poslední, třetí album Brand New Machine bylo vydáno 7. října 2013.

## Členové
- Saul Milton (Chase) – klávesy, programování, DJ, kytara (2003–současnost)
- Will Kennard (Status) – klávesy, programovaní, DJ (2003–současnost)

Koncertní členové
- MC Rage – MC (2009–současnost)
- Andy Gangadeen – bicí (2009–současnost)

## Diskografie
Studiová alba
- More than Alot (2008)
- No More Idols (2011)
- Brand New Machine (2013)
- Tribe (2017)
- RTRN II JUNGLE (2019)
- What Came Before (2022)
- 2RUFF